# Boko (Deuk)
Pour les articles homonymes, voir Boko.
Boko est un village du Cameroun, situé dans l'arrondissement (commune) de Deuk, le département du Mbam-et-Inoubou et la région du Centre.

## Population
En 1966, Boko comptait 254 habitants, principalement des Balom. Lors du recensement de 2005, on y a dénombré 1 070 personnes.

## Infrastructures
La localité dispose d'un centre de santé.